# Ахмед Мухтар-бей Моллаогли
Ахмед Мухтар-бей Моллаогли (Агмет Мугтар-бей Моллаоґлу; тур. Ahmet Muhtar Mollaoğlu, * 1870, Чанаккале, Османська імперія — 3 липня 1934, Стамбул, Туреччина) — турецький державний діяч, політик і дипломат. Посол Османської імперії в Українській Державі. Міністр закордонних справ Туреччини.

## Біографія
Народився в 1870 році.
У 1918 році був послом Туреччини в Києві. Під час Турецької війни за незалежність був довіреним представником міністра закордонних справ Туреччини Бекір-Самі Кундух на Лондонській конференції з 12.02.1921 по 12.03.1921.
У травні 1921 році Бекір-Самі Кундух подав у відставку через критику деяких угод  англійцями, французами та італійцями. Його замінив Ахмед Мухтар-бей Моллаогли у 1921 році, ставши Міністром закордонних справ Туреччини.
Був депутатом Турецького парламенту 1, 2, 4 скликань.
На дипломатичній роботі був послом Турецької Республіки у США.
Після відставки повернувся в Туреччину, помер у 1934 у Стамбулі.